# Maják Virtsu
Maják Virtsu (estonsky: Virtsu tuletorn) stojí v obci Hanila v kraji Läänemaa v Baltském moři v Estonsku. Je ve správě Estonského úřadu námořní dopravy (Veeteede Amet, EVA), kde je veden pod registračním číslem 780.
Společně s Majákem Viirelaiu na ostrově Viirelaiu naviguje lodi přes průliv Suur.

## Historie
V roce 1856 padlo rozhodnutí o výstavbě majáku Virtsu. Litinový maják byl v roce 1863 objednán v Anglii u firmy Porter & Co. a optické zařízení u firmy Chance Brother & Co. V roce 1866 byl maják postaven a uveden v činnost. Byl vysoký 28 metrů, světelný zdroj ve výšce 29 m n. m. měl dosvit 11 námořních mil. Bylo vysíláno sektorové světlo bílé a červené barvy. U majáku byla postavena obytná budova, sauna a studna. V roce 1881 proběhla přestavba a v roce 1882 přistavěli sklad pro petrolej. Maják měl červený nátěr. V roce 1900 byla vyměněno optické zařízení. V době první světové války v roce 1917 byl maják zničen. V roce 1924 byl postaven druhý maják, vysoký 24 metry, s průměrem 2,5 m a charakteristikou Fl W 4s. Dolní polovina majáku byla bílá, horní část červená. V roce 1944 ustupující německý Wehrmacht maják zničil. Už v roce 1945 byl postaven náhradní automatický acetylenový maják vysoký 8 m se světelným zdrojem ve výšce 11 m n. m. s dosvitem 11 námořních mil (asi 20 km). V roce 1951 byl postaven současný železobetonový maják s acetylénovou lampou ve výšce 19 m a s dosvitem 12 nm.
V období 1895 až 1917 byla u majáku pobřežní stráž.

## Popis
Hranolová železobetonová věž na čtvercovém půdorysu vysoká 18 m je ukončena ochozem. Maják má spodní polovinu bílou, horní červenou. Svítilna je vysoká 0,2 m. V roce 1971 byla instalována nová elektrická svítilna, acetylénová zůstala v rezervě. Maják je po modernizaci vybaven novou lampou typu NL-300 firmy Sabik.

## Data
zdroj
- výška světla 19 m n. m.
- záblesk bílého světla v intervalu 5 sekund

| Barva                      | bílá    | Zdroj |
| Charakteristika 1,5+3,5=5s |         | [ 3 ] |
| Azimut                     | 0°–360° | [ 3 ] |
| Výseč                      | 360°    | [ 3 ] |
| Dosvit [nm]                | 11      | [ 3 ] |
| Svítivost [[cd]]           | 300     | [ 3 ] |

označení
- Admiralty: C3632
- ARLHS: EST-062
- NGA: 12520
- EVA 780